# Brachay
Brachay je francouzská obec v departementu Haute-Marne v regionu Grand Est. V roce 2012 zde žilo 57 obyvatel.

## Poloha obce
Sousední obce jsou: Blécourt, Ferrière-et-Lafolie, Flammerécourt, Charmes-en-l'Angle, Charmes-la-Grande a Mathons.

## Vývoj počtu obyvatel
Počet obyvatel